# Coelocratus rufipennis
Coelocratus rufipennis är en skalbaggsart som beskrevs av Hippolyte Louis Gory och Achille Rémy Percheron 1833. Coelocratus rufipennis ingår i släktet Coelocratus och familjen Cetoniidae. Inga underarter finns listade i Catalogue of Life.